# Geera Pork

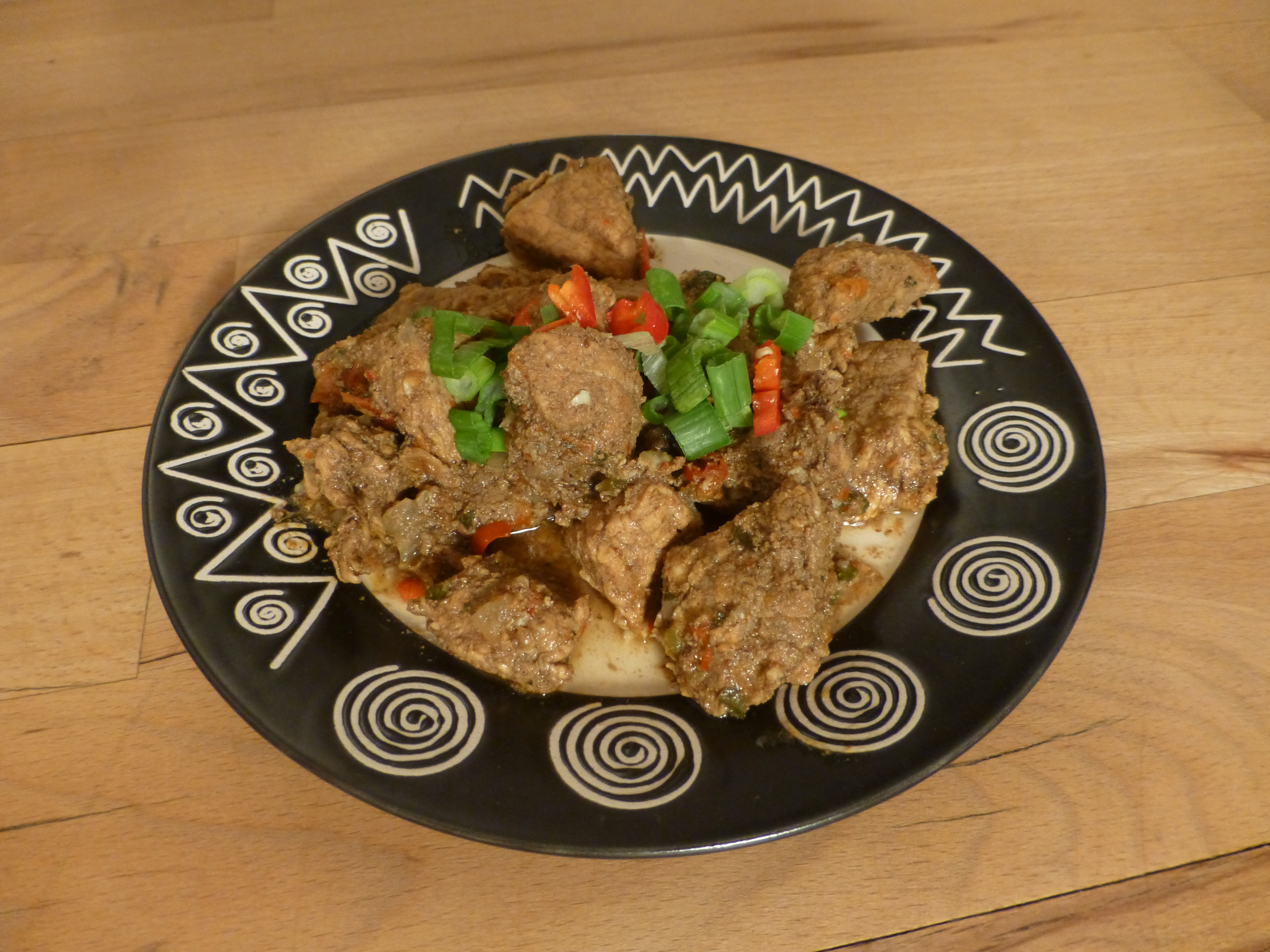
Geera Pork

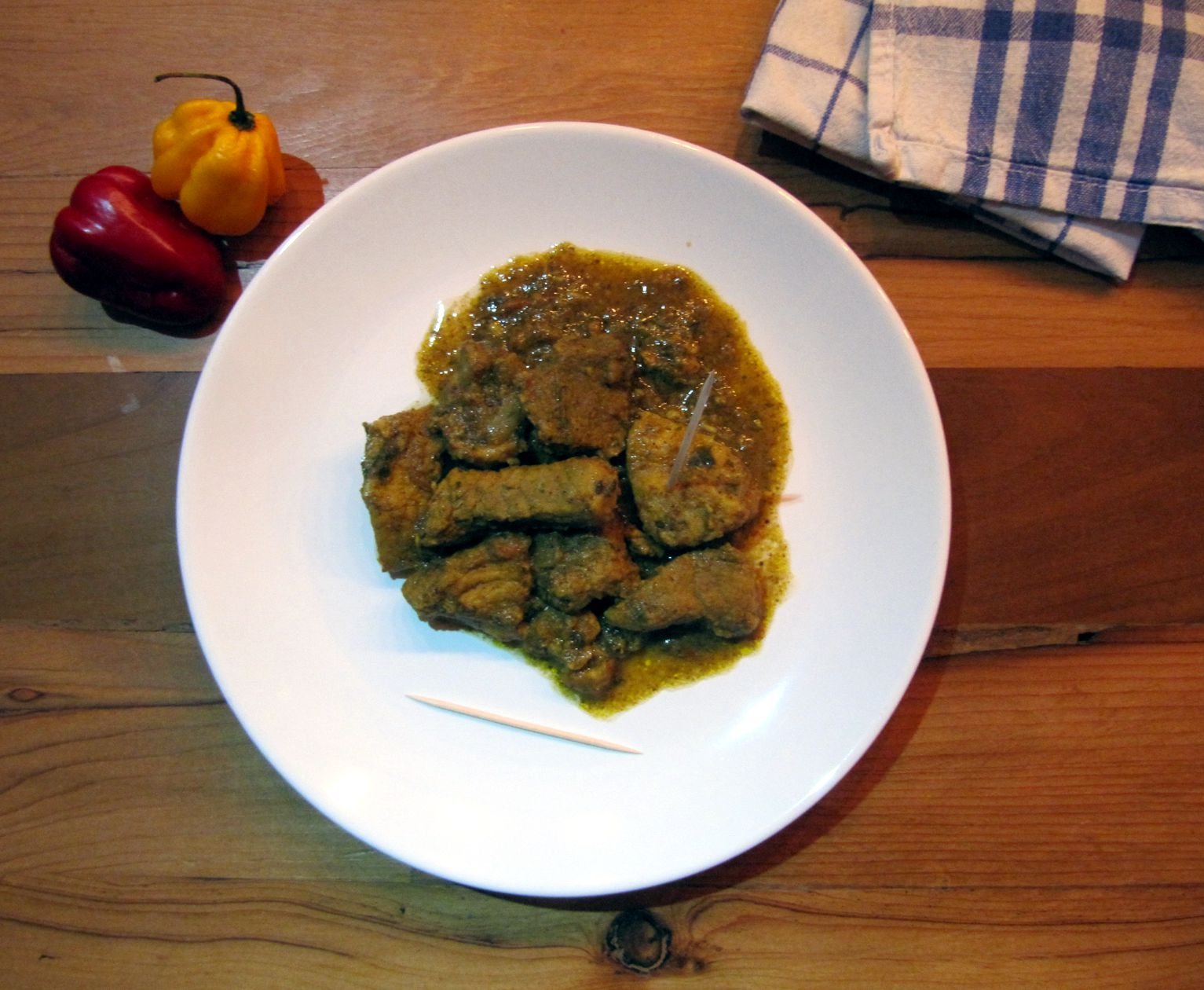
Geera Pork mit Zahnstocher statt Besteck

Geera Pork [ˈd͡ʒɪː.ɹɘ pɔrk] (anhörenⓘ) ist ein Eintopfgericht der trinidadischen Küche, das traditionell in der dortigen Gastronomie als Fingerfood zu Getränken gereicht wird. Der trinidadische Überbegriff dafür ist cutters.

## Etymologie und Zutaten
Geera bezeichnet in Trinidad und Guayana die ganzen Samen des Kreuzkümmels. Geera Pork besteht aus in einer Kräutermischung marinierten, daumengroßen Stücken Schweinefleisches, die mit Garam Masala, Kreuzkümmel und Pfeffer gekocht werden. Gelegentlich wird statt Schweinefleisch auch Rindfleisch oder Huhn verwendet.

## Zubereitung und Servierweise
Obwohl es sich von der Zubereitung her um ein Eintopfgericht bzw. ein Curry handelt, wird Geera Pork in der getränkeorientierten Gastronomie Trinidads als Fingerfood serviert. Durch langes Kochen mit wenigen Zutaten dickt das Gericht sehr stark ein, sodass die Fleischstückchen mit einer Gabel aus Schüsselchen gegessen werden können und keine signifikanten Saucenreste zurückbleiben. Gelegentlich wird Geera Pork mit hops serviert, kleinen, leicht süßlichen Weizenbrötchen, mit denen überschüssige Sauce aufgenommen werden kann.
Durch die scharfe Würzung wird der Getränkekonsum des Gastes angeregt, weshalb kleine Portionen des Gerichts gratis ausgegeben werden. Eine ähnliche Funktion haben gesalzene Erdnüsse oder Knabbergebäck in anderen Ländern.